# Kemijski spojevi
Kemijski spojevi su spojevi više vrsta atoma povezanih kemijskom vezom. Kemijski spojevi su čiste tvari a možemo ih rastaviti na elementarne tvari kemijskom analizom ili na jednostavnije kemijske spojeve (npr. modra galica), te dobiti kemijskom sintezom.
Dijele se na organske (sadrže ugljik) i anorganske (ne sadrže ugljik).
Kemijska formula je skraćeni oblik prikazivanja sastava i građe kemijskog spoja pomoću uvriježenih oznaka za kemijske elemente.
Tako npr. formula H2O označuje molekulu vode, koja se sastoji od dvaju atoma vodika (simbol H) i jednog atoma kisika (simbol O).
Sustav imenovanja složenijih kemijskih spojeva obično regulira Međunarodna unija za čistu i primijenjenu kemiju (IUPAC). Imenovanje organskih kemijskih spojeva opisano je Plavom knjigom, dok je imenovanje anorganskih spojeva opisano Crvenom knjigom.

## Tipovi kemijskih spojeva
Prema strukturi atoma postoje četiri tipa kemijskih spojeva:

### Molekule
Molekula je električki neutralna skupina dvaju ili više atoma koje na okupu drže kemijske veze (obično kovalentne veze). Molekula može biti homonuklearna (sastavljena od atoma jednog kemijskog elementa - primjerice molekula kisika: O2); ili može biti heteronuklearna (sastavljena od više kemijskih elemenata, primjerice molekula vode: H2O).

### Ionski spojevi
Ionski spoj je kemijski spoj sačinjen od iona koje na okupu drže elektrostatičke sile nazvane ionska veza. Spoj je zbrojno neutralnog naboja, ali je sačinjen od pozitivno nabijenih kationa i negativno nabijenih aniona. Ioni koji sačinjavaju ove spojeve mogu biti jednostavni (primjerice natrijev kation Na+ i klorov anion (Cl−) koji tvore natrijev klorid), ili složeni višeatomski ioni (primjerice amonijev kation NH4+ i nitratni anion NO3-, što tvore amonijev nitrat). Pojedinačni ioni u spoju nisu molekule, već su dio homogene trodimenzionalne mreže, kristalne rešetke.
Ionski spojevi koji sadrže bazične hidroksidne (OH−) ili oksidne (O2−) ione smatraju se bazama. Ionski spojevi bez ovih iona nazivaju se i solima, i mogu se dobiti kiselo-bazičnim reakcijama.
Ionski spojevi obično imaju visoke točke tališta i vrenja, kruti su i krhki. U krutom su agregatnom stanju električni izolatori, dok pri taljenju ili u otopinama postaju vodiči.

### Intermetalni spojevi
Intermetalni spoj je oblik slitine između dvaju ili više metala spojenih metalnom vezom. Obično su tvrdi ali krhki, uz cijenjena mehanička svojstva pod visokim temperaturama.

### Koordinacijski kompleksi
Koordinacijski kompleks sastoji se od središnjeg atoma ili iona (obično metala) zvanog koordinacijski centar, i niza molekula ili iona koje okružuju centar, imena ligandi.
Ligandi i središnji atom spajaju je koordinacijskom kemijskom vezom. Umjesto zajedničkog elektronskog para u koji obje strane daju po jedan elektron, ligandi raspolažu s vlastitim nepodijeljenim elektronskim parom koji jednostrano ulažu u vezu sa središnjim ionom zbog međusobne elektrostatske privlačnosti. Time središnji ion elektronima popunjava prazne elektronske orbitale, postiže stabilniju elektronsku konfiguraciju i time nižu energiju.
Većina spojeva koji sadrže metale, naročito prijelazne metale zapravo su koordinacijski kompleksi.